# New York-trilogin
New York-trilogin är en romansvit av Paul Auster bestående av Stad av glas (City of Glass, 1985), Vålnader (Ghosts, 1986) och Det låsta rummet (The Locked Room, 1986). Den gavs först ut som tre separata romaner men har senare samlats i en volym. Trilogin som på ett nyskapande och originellt sätt kombinerar den klassiska detektivromanen med postmodernism och metafiktion blev författarens stora genombrott.